# Johannes I. (Trapezunt)
Johannes I. Axuch Komnenos († 1238) war von 1235 bis 1238 Kaiser und Großkomnene von Trapezunt.

## Leben
Johannes war der ältere Sohn von Alexios I., dem ersten Kaiser von Trapezunt, und dessen Frau Theodora Axuchina. Im Jahre 1235 folgte er seinem Schwager Andronikos I. auf den Thron. 
Die Zeit seiner Herrschaft war nur kurz und im Wesentlichen ereignislos. Sie wurde im Jahre 1238 abrupt beendet, als er während der Teilnahme an einem damals unter Adligen sehr beliebten Polospiel ums Leben kam. Nach seinem Tod wurde sein Sohn (oder jüngerer Bruder) und Thronerbe Johannikios zwangsweise in ein Kloster verbracht. Statt seiner bestieg Johannes’ Bruder Manuel I. den Thron. Damit wurde zum zweiten Mal seit der Begründung des Staates der Sohn eines verstorbenen Herrschers zugunsten eines anderen Verwandten bei der Thronfolge übergangen. Zum ersten Mal geschah dies 1222, als Andronikos I., der Schwiegersohn Alexios’ I., diesem auf den Thron folgte. Allerdings könnten einige Quellen darauf hindeuten, dass Johannikios seinen Vater zumindest kurzzeitig beerbte, bevor er abgesetzt und ins Kloster geschickt wurde.